# Henry Ryalls
Henry Ryalls (ur. 12 grudnia 1858 w Wirral, zm. 17 października 1949 w Birkenhead) – angielski rugbysta, reprezentant kraju.
W Home Nations Championship 1885 rozegrał dwa spotkania dla angielskiej reprezentacji, zdobywając jedno przyłożenie, które wówczas nie miało jednak wartości punktowej.